# Koror (stad)
Koror is de grootste stad van de Oceanische republiek Palau. De stad ligt op het eiland Koror en is de hoofdstad van de staat Koror. Er wonen ongeveer 14.000 mensen, wat zowat 70 procent van de totale bevolking van Palau betekent. 
Tot 7 oktober 2006 was Koror de hoofdstad van Palau. Op die dag werd Ngerulmud de hoofdstad.

## Vervoer
De Internationale Luchthaven Roman Tmetuchl, fysiek in Airai op Babeldaob, bedient Koror en is de enige internationale luchthaven van Palau. Er zijn lijnvluchten naar Peleliu, de Filipijnen, Guam, Japan, Micronesia en Zuid-Korea.
Koror is met het hoofdeiland Babeldaob verbonden door de Koror-Babeldaob Bridge, die in 2002 gebouwd werd met Japanse hulp nadat de vorige brug enkele jaren eerder plotsklaps was ingestort.
Airai · Dongosaro · Hatohobei · Imeong · Kayangel · Kloulklubed · Koror · Melekeok · Mengellang · Mongami · Ngaramasch · Ngatpang Village · Ngchesar Hamlet · Ngercheluuk · Ulimang · Urdmang